# Allround-VM i hurtigløb på skøjter 1899
Verdensmesterskabet i hurtigløb på skøjter 1899 var det tiende VM i hurtigløb på skøjter. Mesterskabet blev afviklet den 4. - 5. februar 1899 på West-Eisbahn i Berlin, Tyskland med deltagelse af 11 løbere fra Norge, Østrig, Tyskland, Rusland, Finland, Holland og Storbritannien.
Der blev løbet fire distancer, og for at vinde verdensmesterskabet skulle en løber vinde tre af de fire distancer:
- 500 m, 5000 m, 1500 m og 10.000 m.

Den forsvarende mester, nordmanden Peder Østlund, vandt de tre første distancer (500 m, 5000 m og 1500 m), og han blev dermed blev verdensmester for anden (og sidste) gang i karrieren. Den sidste distance blev vundet af Jan Greve fra Holland.

## Resultater
| Plac. | Løber               | 500 m      | 5000 m      | 1500 m     | 10.000 m     |
| ----- | ------------------- | ---------- | ----------- | ---------- | ------------ |
| Guld  | Peder Østlund       | 0:50.5 (1) | 9:54.6 (1)  | 2:45.0 (1) | 21:25.2 (3)  |
| NC2   | Johann Pichler      | 0:57.5 (4) | 11:52.2 (4) | 3:06.6 (3) | 22:29.0 (5)  |
| NC    | F. Toklas           | 1:20.2 (7) | 13:40.4 (5) | 3:52.0 (5) | DNS          |
| NC    | Jan Greve           | 0:55.0 (3) | 10:54.4 (2) | DNF        | 20:36.2 (1)  |
| NC    | Rudolf Schindler    | 1:05.0 (6) | 15:51.4 (6) | DNS        | -            |
| NC    | Charles Edgington   | 1:00.0 (5) | DNS         | 3:12.4 (4) | 21:50.2 (4)  |
| NC    | Julius Seyler       | 0:51.5 (2) | DNF         | 2:48.2 (2) | 21:25.0 (2)  |
| NC    | Nikolaj Krjukov     | DNF        | 11:40.0 (3) | DNS        | 20:30.0 (DQ) |
| NC    | Gustaf Estlander    | DNS        | -           | -          | -            |
| NC    | F. Behne            | DNS        | -           | -          | -            |
| NC    | Eduard Vollenvejder | DNS        | -           | -          | -            |

DNF = Fuldførte ikke.  DNS = Startede ikke.  NC = Ikke klassificeret.  DQ = Diskvalificeret.  Kilde: SpeedSkatingStats.com